# عمدة ثالاميا

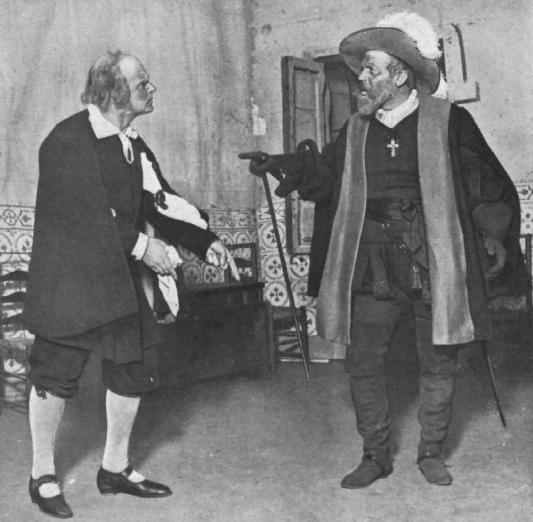

عمدة ثالاميا (الإسبانية: Alcalde de Zalamea) هو عمل درامي مأساوي للكاتب كالديرون دي لا باركا (1600-1681)، ويفترض بأنه كتب في عام 1636. ويعتبر أحد أشهر الأعمال التي تمثل العصر الذهبي في الأدب الإسباني، ويندرج ضمن الأدب الباروك ويصنف على أنه مأساة الشرف. محاولة لتعارض، عكس اهتمامات العصر الحديث والسلطة السياسية الفردية. يواجه الشرف أيضا فضيلة الشخصية، وأخيرا اجتماعيا يجسد ميزان القوى في البلدية الحديثة.

## القصة
يحكي العمل مأساة وقعت في بلدة حدودية من ثالاميا دي لا سيرينا لتمرير القوات الإسبانية بمناسبة حرب البرتغال. يُستضاف الضابط السيد ألبارو أتايدي النبيل في منزل فلّاح غني في مدينة ثالاميا وهو السيد بيدرو كريسبو الذي يختطف الضابط ابنته الجميلة إيزابيل ويغتصبها عليها. وعندما يحاول بيدرو كريسبو تصحيح هذا الوضع يعرض على الضابط ألبارو أن يتزوج ابنته إيزابيل، لكنه يرفض الزواج منها لكونها فلاحة أي أنها من طبقة بمكانة أقل. يتحول هذا الازدراء إلى إهانة شرف عائلة بيدرو كريسبو بأكملها. خلال هذه الصدمة الأسرية يتم انتخاب كريسبو عمدة لثلاميا ويسير في دعوى قضائية تمتد للعدالة لإنصاف ابنته إيزابيل، وما يحول دون خضوع لاضابط للسلطة للقضائية العسكرية وليس المدنية، لكن بيدرو كريسبو يصر على تحويل الضابط ألبارو للقضاء ويطالب بمقاضاته والحكم عليه بالإعدام. تنتهي حبكة المسرحية أمام الملك دون فيليبي الذي يقوم بمراجعة قرار رئيس البلدية ويصادقه ويكافؤه بقرار تعيينه عمدة دائم لبلدية زالاميا.

## الشخصيات
- الملك فيليبي الثاني.
- السيد لوبي دي فيغيراو.
- سارخينتو.
- الجنود.
- الجندي ريبوليذو.
- الشرارة، الرفيقة الأنثوية.
- كريسبو، مزارع ثم عمدة لبلدة زالاميا.
- خوان، نجل بيدرو كريسبو.
- إيزابيل، ابنة بيدرو كريسبو.
- اينيس، ابن عم ايزابيل.
- السيد مندو، النبيل.
- نونيو، خادم السيد مندو.
- اسكريبيانو.
- الفلاحين.

## طابع تذكاري
تزامنا مع الذكرى ال4000 لميلاد كالديرون، أطلقت إسبانيا طابعا صممه الفنان من فابريكا ناثيونال دي مونيدا إي تيمبري (القماش الوطني للعملات) بيدرو سانتشيث مع البيانات الفنية التالية: 
- تاريخ الإصدار: 17/نوفمبر/2000
- عملية الطباعة: الحفر.
- ورقة: الشمع المغلف الفسفوري الجاف.
- مسنن: 13 3/4
- الأبعاد: 40.9×28.8 ملم أفقي.
- القيمة البريدية: 100 بيزيتا (0.60€).
- تأثير المواصفات: 50.
- التداول: 1.500.000.

صدرت الفكرة في 18 أكتوبر 2000 بمشاركة وكيل الأشغال العامة للأمانة العامة ووكيل وزارة الاقتصاد قاموا بإصدار مجموعة من الطوابع تحت عنوان (الأدب الإسباني) شخصيات خيالية.
العمل المسرحي: يتم تمثيل العمل المسرحي منذ عام 1994، من الخميس إلى الأحد في الأسبوع الثالث من كل شهر أغسطس، في الهواء الطلق في ثالاميا دي لا سيرينا (باداخوث)، وذلك ل500 شخص من سكان هذه البلدة. هذا العمل من إخراج ميجيل نيتو وإيزابيل كاسترو، في مساحة 100 متر طولا وعرض 58 متر، حيث أظهر جمال سبعة مناظر خلابة تحيط بها المدرجات وتتسع ل2000 متفرج ومساحة تتسع ل500 مقعد. في عام 2007 عقدت نسخته ال14.
في عام 2008 صُنّفت المسرحية ك (احتفال بطابع سياحة إقليمية) من قبل مجلس اكستريمادورا. وفي عام 2011 حاز على وسام اكستريمادورا.

## تمثيلات مميزة
من بين عشرات العروض من العمل طوال القرنين التاسع عشر والعشرين، يمكن ذكر الآتي كأبرز ما تم عرضه: 
- مسرح ثارثويلا 1865؛ تمثيلا خوسيه باليرو، وجوليان روميا.
- المسرح الإسباني، مدريد، 1872. تمثيلا: رافاييل كالبو.
- مسرح، 1887. تمثيلا: ماريا غيريرو.
- المسرح الإسباني، مدريد 1889، تمثيل: أنطونيو فيكو، ريكاردو كالفو.
- المسرح الإسباني، مدريد، 1909. تمثيل: انريكي بوراس، كارمن كوبينا، ليوفيقلاذو رويث توتاي، رافاييلا لاشيراس، السيد مانسو.
- مسرح برايس، مدريد، 1913. تمثيل: انريكي بوراس، آنا أداموز، رافاييلا لاشيراس، السيد نوجويراس.
- مسرح مركز، 1919. تمثيل: ريكاردو كالبو، ماتيلد مورينو.
- المسرح الإسباني، مدريد، 1932. العنوان: سيبريانو ريفاس شريف. مشهد: سيقفريذو بورمان. تمثيلا: انريكي بوراس، مارغريتا اكسيرغو.
- المسرح الإسباني، 1952. العنوان: كايتانو لوكا دي تينا. تمثيلا: غييرمو مارين، ماريا خيسوس فالديس، رافائيل بارديم، غابرييل ايوبارت.
- مسرح كالديرون، برشلونة، 1962. تمثيل: كارلوس ليموس، فرناندو غيين كويرفو جيما، لويزا سالا، مانويل اربو، افيلينو كانوفاس.
- المسرح الإسباني، 1965. العنوان: أومبرتو دي لا أوسا. تمثيل: غييرمو مارين، فرانسيسكو بييرا، ارتورو لوبيز، فيكتوريا رودريجيز، سونسوليس بينيدكتو.
- التلفزيون (مسرح للأبد، تي في إيه، 1967). تمثيل: فرناندو دلغادو، لولا كاردونا، خواكين بامبلونا، نيكولا دويناس.
- التلفزيون (الدراسات 1، تي في إيه، مارس، 1968). تحقيق: البرتو غونزاليس فيرجيل. تمثيل: خوسيه ماريا برادا، آنا ماريا فيدال، إيميليو غوتييريز كابا، بابلو سانز، سانشو جراسيا، أليسيا هيرميدا.
- المركز الثقافي للفلاح، مدريد، 1979. تمثيل: فرناندو غوميز فرنان، إيما كوهين، غابرييل ايوبارت، كارمن روسي، خواكين كريميل، مانويل دي بينيتو.
- المسرح الكوميدي، مدريد، 1988. العنوان: خوسيه لويس ألونسو. تمثيل : يسوع بوينتي، انخيل بيكاثو، أدريانا اوثوريس، خوان خيا، دورة الفتشوب موراليس، أنطونيو كاراسكو.
- المسرح الإسباني، مدريد، 2003. العنوان: غوستافو بيريز بويغ. تصميم مجموعة: جيل باروندو. تمثيل: خوسيه سانشو، آنا ماريا فيدال، رامون لانغا، الوصيفة تومي، أوغستين غونزاليس، فرانسيسكو بيكير .
- المسرح الكوميدي، مدريد، 2015. العنوان: هيلينا بيمينتا.تمثيل: كارميلو غوميز، خواكين نوتاريو، رافا كاستيخو، يسوع نوغيرو، كلارا سانشيز.
- مسرح دي لوس هيريروس في 22 يناير 2016 .